# Associazione Calcio Verona 1955-1956
Questa pagina raccoglie le informazioni riguardanti l'Associazione Calcio Verona nelle competizioni ufficiali della stagione 1955-1956.

## Stagione
Nella stagione 1955-1956 il Verona disputò il ventitreesimo campionato di Serie B della sua storia.

## Divise
| 1ª maglia |

## Organigramma societario
Area direttiva
- Presidente: Giorgio Mondadori

Area tecnica
- Allenatore: Federico Allasio, poi Angelo Piccioli (dal 20 dicembre 1955)[2]

## Rosa
| N. |                   | Ruolo | Calciatore         |
| -- | ----------------- | ----- | ------------------ |
|    | Italia (bandiera) | P     | Italo Ghizzardi    |
|    | Italia (bandiera) | P     | Giuseppe Moro      |
|    | Italia (bandiera) | D     | Sante Begalli      |
|    | Italia (bandiera) | D     | Narciso Donzelli   |
|    | Italia (bandiera) | D     | Arturo Silvestri   |
|    | Italia (bandiera) | C     | Camillo Achilli    |
|    | Italia (bandiera) | C     | Sergio Carantini   |
|    | Italia (bandiera) | C     | Cesare Franchini   |
|    | Italia (bandiera) | C     | Enrico Larini      |
|    | Italia (bandiera) | C     | Ermanno Scaramuzzi |
|    | Italia (bandiera) | C     | Erasmo Zamperlini  |

| N. |                   | Ruolo | Calciatore              |
| -- | ----------------- | ----- | ----------------------- |
|    | Italia (bandiera) | C     | Gianluigi Stefanini (I) |
|    | Italia (bandiera) | A     | Sebastiano Buzzin       |
|    | Italia (bandiera) | A     | Gino Bertucco           |
|    | Italia (bandiera) | A     | Attilio Galassini       |
|    | Italia (bandiera) | A     | Loris Lonardi           |
|    | Italia (bandiera) | A     | Cesare Maccacaro        |
|    | Italia (bandiera) | A     | Dino Pavanello          |
|    | Italia (bandiera) | A     | Corrado Perli           |
|    | Italia (bandiera) | A     | Luigi Poli              |
|    | Italia (bandiera) | A     | Franco Stefanini (II)   |
|    | Italia (bandiera) | A     | Corrado Teneggi         |

## Risultati

### Serie B

#### Girone di andata
| Arbitro: | Corallo (Lecce) |

|            |           |                        |
| Vitali 52’ | Marcatori | 11’ Lonardi 23’ Buzzin |

| Arbitro: | De Gregorio (Legnano) |

|                           |           |  |
| Galassini 36’ Lonardi 71’ | Marcatori |  |

| Arbitro: | Ferrari (Milano) |

|                       |           |               |
| Erba 42’ Righetto 80’ | Marcatori | 59’ Galassini |

| Arbitro: | Canepa (Genova) |

|                         |           |               |
| Lojodice 51’ Milani 89’ | Marcatori | 60’ Pavanello |

| Arbitro: | Guarnaschelli (Pavia) |

|            |           |  |
| Buzzin 81’ | Marcatori |  |

| Arbitro: | Corallo (Lecce) |

|                        |           |  |
| Maselli 25’ Sandri 52’ | Marcatori |  |

| Arbitro: | Adami (Roma) |

|                            |           |                    |
| Rossi 10’, 56’ Orlandi 31’ | Marcatori | 84’ (aut.) Franchi |

| Verona 6 novembre 1955 | Verona             | 0 – 0 | Catania | Stadio Marcantonio Bentegodi\| Arbitro: \| Campanati (Milano) \| |
| Arbitro:               | Campanati (Milano) |       |         |                                                                  |

| Arbitro: | Mori (Cremona) |

|             |           |                |
| Teneggi 73’ | Marcatori | 83’ Amicarelli |

| Arbitro: | Guarnaschelli (Pavia) |

|                         |           |             |
| Ferrarese 40’, 61’, 66’ | Marcatori | 56’ Teneggi |

| Arbitro: | Grignani (Milano) |

|                                           |           |               |
| Cappa 64’ Baccalini 73’ (rig.) Bretti 85’ | Marcatori | 66’ Silvestri |

| Arbitro: | Adami (Roma) |

|             |           |                                  |
| Lonardi 69’ | Marcatori | 19’ Carta 67’ Buratti 80’ Genero |

| Arbitro: | Famulari (Messina) |

|                                |           |              |
| Buzzin 2’, 49’, 82’ Larini 24’ | Marcatori | 63’ Biagioli |

| Arbitro: | Alterio (Roma) |

|                      |           |  |
| Marra 14’ Gritti 73’ | Marcatori |  |

| Arbitro: | Marangio (Roma) |

|                           |           |                            |
| Bettolini 22’ Caprile 62’ | Marcatori | 12’ Buzzin 81’ Stefanini I |

| Arbitro: | Corallo (Lecce) |

|                               |           |                      |
| Bertucco 48’ Stefanini II 79’ | Marcatori | 33’ Piquè 36’ Secchi |

| Arbitro: | Ferrari (Milano) |

|            |           |  |
| Buzzin 48’ | Marcatori |  |

#### Girone di ritorno
| Arbitro: | Griggi (Brescia) |

|                       |           |                                          |
| Buzzin 46’ Larini 90’ | Marcatori | 22’ Bodi 44’ (aut.) Begali 85’ Marchetto |

| Arbitro: | Perego (Milano) |

|                             |           |                        |
| Bronzoni 23’ Puccinelli 30’ | Marcatori | 64’ Buzzin 67’ Lonardi |

| Arbitro: | De Gregorio (Legnano) |

|                                        |           |          |
| Scaramuzzi 35’ Bertucco 48’ Buzzin 82’ | Marcatori | 19’ Erba |

| Arbitro: | Corallo (Lecce) |

|                   |           |  |
| Larini 90’ (rig.) | Marcatori |  |

| Arbitro: | Grillo (Afragola) |

|  |           |                    |
|  | Marcatori | 78’ Poli 84’ Perli |

| Arbitro: | Bonetto (Torino) |

|                        |           |                      |
| Buzzin 8’ Bertucco 51’ | Marcatori | 7’ Maselli 70’ Luosi |

| Arbitro: | De Gregorio (Legnano) |

|            |           |           |
| Buzzin 30’ | Marcatori | 37’ Rossi |

| Arbitro: | Annoscia (Bari) |

|           |           |  |
| Klein 68’ | Marcatori |  |

| Arbitro: | Grignani (Milano) |

|  |           |               |
|  | Marcatori | 72’ Galassini |

| Arbitro: | Ferrari (Milano) |

|                      |           |  |
| Bordignon 72’ (aut.) | Marcatori |  |

| Arbitro: | Coppa (Mariano Comense) |

|                              |           |            |
| Buzzin 25’ Larini 80’ (rig.) | Marcatori | 41’ Bretti |

| Arbitro: | Famulari (Messina) |

|                             |           |             |
| Gasparini 4’ Bersellini 78’ | Marcatori | 55’ Lonardi |

| Arbitro: | Guarnaschelli (Pavia) |

|             |           |  |
| Temellin 1’ | Marcatori |  |

| Arbitro: | Marchese (Napoli) |

|                          |           |                        |
| Buzzin 61’ Galassini 72’ | Marcatori | 11’ Baldini 29’ Gritti |

| Arbitro: | Fornari (Bologna) |

|                                  |           |             |
| Stefanini II 46’ Stefanini I 48’ | Marcatori | 72’ Caprile |

| Arbitro: | Campanati (Milano) |

|                                       |           |                             |
| Fontanesi 3’, 48’ Donzelli 15’ (aut.) | Marcatori | 44’ Lonardi 75’ Stefanini I |

| Arbitro: | Adami (Roma) |

|                              |           |  |
| Ghersetich 75’ Mezzalira 90’ | Marcatori |  |

## Statistiche

### Statistiche di squadra
| Competizione | Punti | In casa | In casa | In casa | In casa | In casa | In casa | In trasferta | In trasferta | In trasferta | In trasferta | In trasferta | In trasferta | Totale | Totale | Totale | Totale | Totale | Totale | DR |
| Competizione | Punti | G       | V       | N       | P       | Gf      | Gs      | G            | V            | N            | P            | Gf           | Gs           | G      | V      | N      | P      | Gf     | Gs     | DR |
| ------------ | ----- | ------- | ------- | ------- | ------- | ------- | ------- | ------------ | ------------ | ------------ | ------------ | ------------ | ------------ | ------ | ------ | ------ | ------ | ------ | ------ | -- |
| Serie B      | 32    | 17      | 9       | 6       | 2       | 28      | 18      | 17           | 3            | 2            | 12           | 17           | 31           | 34     | 12     | 8      | 14     | 45     | 49     | -4 |

### Statistiche dei giocatori[3]
| Giocatore         | Serie B  | Serie B |
| Giocatore         | Presenze | Reti    |
| ----------------- | -------- | ------- |
| C. Achilli        | 6        | 0       |
| S. Begalli        | 34       | 0       |
| G. Bertucco       | 15       | 4       |
| S. Buzzin         | 32       | 14      |
| S. Carantini      | 2        | 0       |
| N. Donzelli       | 24       | 0       |
| C. Franchini      | 34       | 0       |
| A. Galassini      | 17       | 4       |
| I. Ghizzardi      | 19       | -?      |
| E. Larini         | 19       | 4       |
| L. Lonardi        | 23       | 5       |
| C. Maccacaro      | 3        | 0       |
| G. Moro           | 15       | -?      |
| D. Pavanello      | 17       | 1       |
| C. Perli          | 11       | 1       |
| L. Poli           | 8        | 1       |
| E. Scaramuzzi     | 8        | 1       |
| A. Silvestri      | 11       | 1       |
| F. Stefanini (II) | 14       | 2       |
| G. Stefanini (I)  | 28       | 3       |
| C. Teneggi        | 8        | 2       |
| E. Zamperlini     | 25       | 0       |